# Библия Ментелина

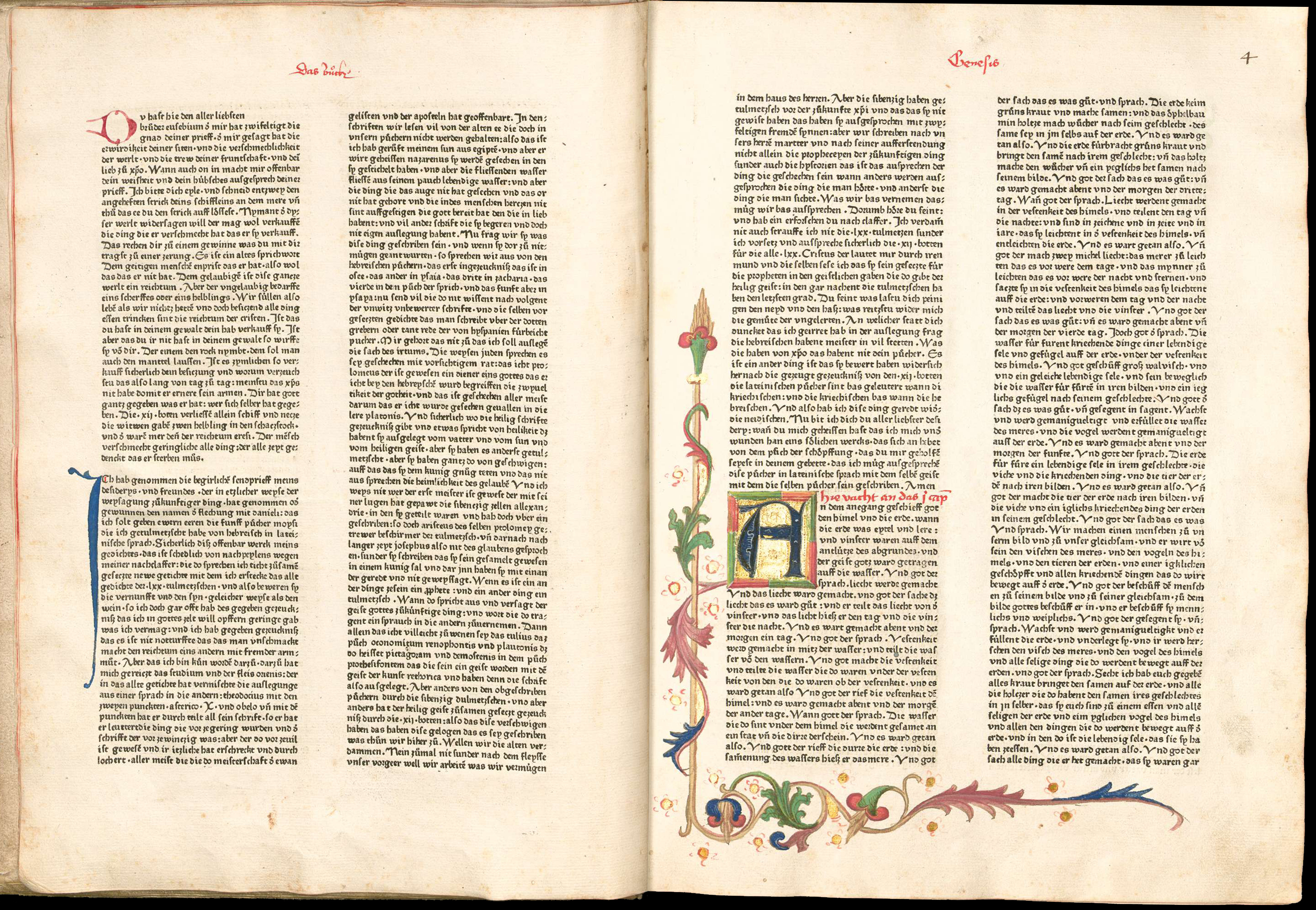
Разворот из Библии Ментелина.

Библия Ментелина — первая печатная Библия на немецком языке. Также первая печатная Библия на народном языке, и первая из т. н. «долютеровских» Библий.

## Описание
Книга вышла в 1466 г., всего через 10 лет после Библии Гутенберга. Её издал Иоганн Ментелин из Шлеттштадта, получивший гражданство имперского города Страсбурга в качестве каллиграфа-переписчика (гольдшрайбера) в 1447 году. Нет никаких сведений о том, что он учился печатному мастерству у Гутенберга. Однако, по меньшей мере своего сотрудника, Генриха Эггештайна, он отправлял в Майнц для обучения печатному делу.
Шрифт Библии Ментелина мельче, чем шрифт 42-строчной Библии Гутенберга. Благодаря этому, Ментелин увеличил тираж и уменьшил затраты. На каждой полосе поместились две колонки по 61 строке. В книге 406 листов формата фолио (30×43 см). Напечатан был только основной текст; буквицы и заголовки вписывал рубрикатор. В экземпляре Баварской библиотеки можно прочесть владельческую запись Гектора Мюлиха, аугсбургского историка, который указал цену, по которой была куплена книга: «1466 года 27 июня была сия книга куплена без переплета по цене 12 гульденов» («1466 27 Junio ward ditz buch gekaft vneingepunden vmb 12 gulden»). Столько в то время стоили, к примеру, четыре быка.
С выбором текста Ментелину повезло меньше, чем с продажей книги. Он использовал перевод XIV века, выполненный в Нюрнберге по средневековому принципу «слово-в-слово». Такой перевод был удобен в качестве вспомогательного, при параллельном чтении латинской Библии. Особенно он был распространен в Чехии, уступая, однако, по качеству другому, более новому и полному переводу Библии. Последний предполагал беглое знание немецкого языка; он использовался в рукописной Библии Венцеля, и никогда не был напечатан. Тем не менее, Ментелин должен был быть знаком и с этим вторым переводом. Вильгельм Вальтер доказал, что для пролога (Prologi), кратких содержаний (Argumenta) и заглавий псалмов (Psalmen-Tituli) использовались оба перевода. Так как эти приложения переведены лучше, чем основной текст Ментелиновой Библии, и в рукописях первого перевода отсутствуют, то очевидно, что они, — возможно, впервые Ментелином, — были позаимствованы.
Даже для второй половины XV века, когда была напечатана Библия, перевод должен был звучать архаично. Однако, качество текста не помешало изданию. Библия Ментелина переиздавалась ещё 13 раз другими издателями из южных немецких областей. Только ко времени Реформации положение изменилось. Хотя Иоганн Экк, главный противник Мартина Лютера, хотел использовать Ментелинову Библию в качестве оружия против перевода Лютера, он отказался от этого, обнаружив в тексте более 3000 мест, не совпадавших с текстом Вульгаты. Ему пришлось подготовить собственный перевод, известный как Библия Экка.

## Факсимиле
- Wilhelm Kurrelmeyer: Die erste deutsche Bibel. 10 Bände. (= Bibliothek des Litterarischen Vereins in Stuttgart, Bd. 234, 238, 243, 246, 249, 251, 254, 258, 259 und 266). Laupp, Tübingen 1904—1915